# 니시야마구치촌
니시야마구치촌(일본어: 西山口村)은 일본 시즈오카현의 서부, 사야군·오가사군에 속했던 촌이다. 현재의 도카이도 본선 가케가와역의 동쪽 일대에 해당한다.

## 역사
- 1889년 4월 1일 - 정촌제 시행에 의해 사야군 니시야마구치촌이 성립하였다.
- 1896년 4월 1일 - 군 개편에 의해 니시야마구치촌은 사야군에서 오가사군으로 변경되었다.
- 1951년 4월 1일 - 가케카와정, 니시난고촌, 아와모토촌과 합병해, 새로운 가케가와정이 성립하여, 동일 니시야마구치촌은 폐지되었다.

## 교통

### 철도
일본국유철도 도카이도 본선이 구촌을 통과하지만, 역은 소재하지 않았다.

### 도로
- 국도 제1호선

## 참고 문헌
- 角川日本地名大辞典編纂委員会,『角川日本地名大辞典 22 静岡県』, 角川書店, 1978年, ISBN 4040012208